# Diözese von Wraza

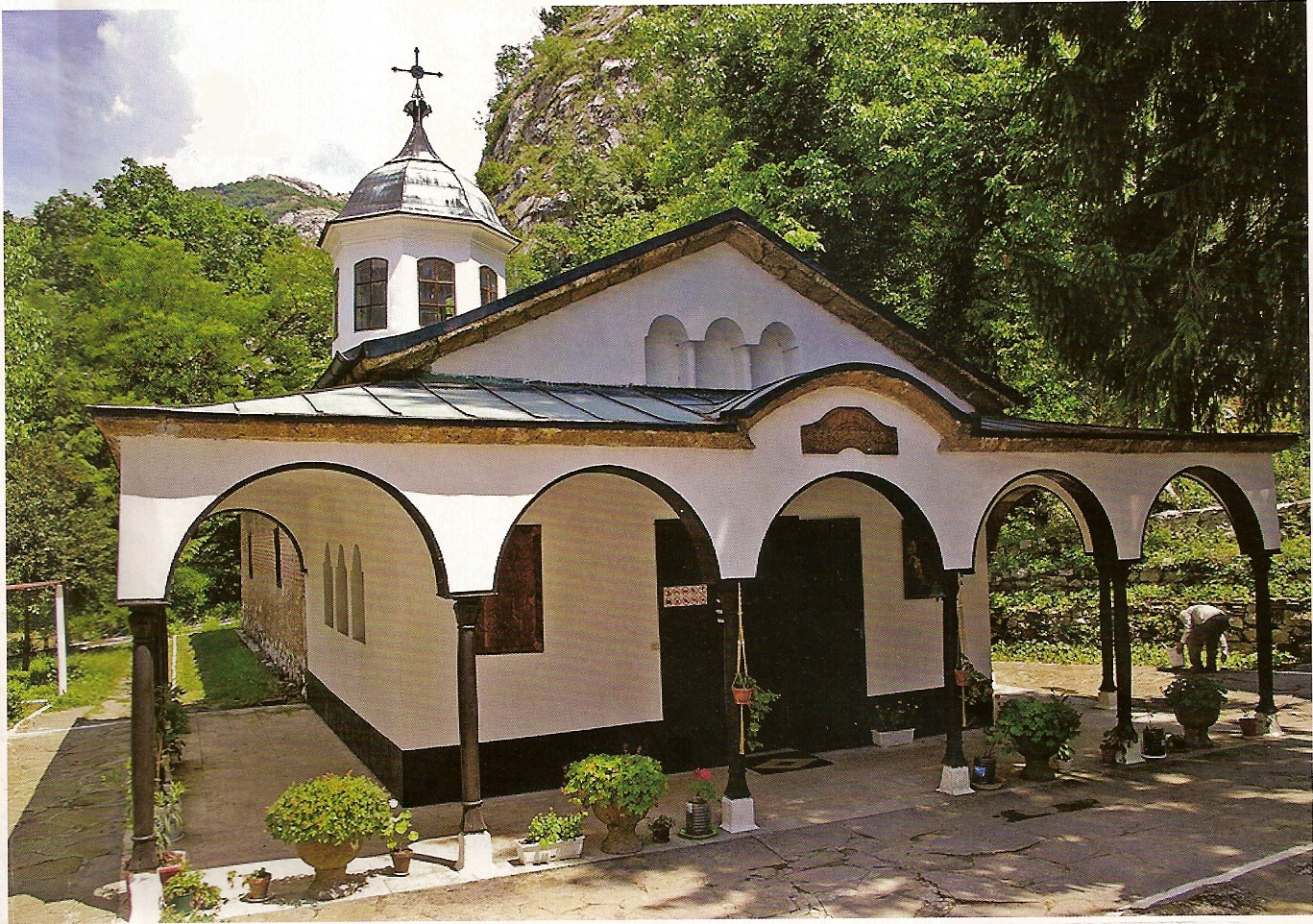
Eine der Klosterkirchen im Tscherepisch-Kloster

Die Bulgarisch-Orthodoxe Diözese von Wraza (kurz Diözese Vratsa, bulgarisch Врачанска епархия) ist eine Eparchie (Diözese) der Bulgarisch-Orthodoxen Kirche. Die Diözese von Wraza teilt sich heute in drei Okolii: Wraza, Bjala Slatina und Orjachowo. Zentrum der Diözese ist Wraza.

## Leitende Geistliche
- Metropolit Sophronius von Wraza (1794–1803)
- Metropolit Agapij von Waraza (1833–1849)
- Metropolit Awerkij Petrowitsch (1872–1874)
- Metropolit Konstantin von Waraza (1884–1912)
- Metropolit Kliment von Waraza (1914–1930)
- Metropolit Paisij von Waraza (1930–1974)
- Metropolit Kalinik (1974–2016)
- Metropolit Grigorij (seit 2017)

## Wichtige Kirchenbauten
- Hl. Nikolaj-Kirche in Wraza
- Kathedrale Hl. Apostel
- Kloster Bistrez
- Kloster Gradeschiniza
- Kloster Tscherepisch